# Зяньківці (Хмельницький район)
Зя́ньківці — село в Україні, у Деражнянській міській громаді Хмельницького району Хмельницької області. Населення становить 786 осіб.

## Історія
7 (20) листопада 1917 року, відповідно до Третього Універсалу Української Центральної Ради, увійшло до складу Української Народної Республіки.
12 червня 2020 року, відповідно до розпорядження Кабінету Міністрів України № 727-р «Про визначення адміністративних центрів та затвердження територій територіальних громад Хмельницької області», увійшло до складу Деражнянської міської громади.
19 липня 2020 року, в результаті адміністративно-територіальної реформи та ліквідації Деражнянського району, село увійшло до складу Хмельницького району.

## Символіка
Затверджена 26 березня 2019р. рішенням №9 сесії сільської ради. Автор - І.Д.Янушкевич.

### Герб
У лазуровому щиті возноситься Іісус Христос у срібному вбранні із золотим німбом над головою та обличчям, руками і ногами тілесного кольору. З обох сторін образа Вознесіння по шість золотих цеглин, складених у перев'яз одна над одною. Під образом три срібних риби, дві і одна.

### Прапор
На квадратному синьому полотнищі з верхніх кутів до середини нижнього краю виходить білий трикутник, на якому над білими хмарами возноситься Іісус Христос у білому вбранні із жовтим німбом над головою та обличчям, руками і ногами тілесного кольору. На синій древковій частині внизу жовта цеглина, на синій вільній чстині до древка пливе біла риба.

## Уродженці
- Солтис Юрій Миколайович (1975—2015) — солдат Збройних сил України, учасник російсько-української війни[4].